# Салкай, Смилла
Смилла Салкай (швед. Smilla Szalkai; род. 10 сентября 2001) — шведская фигуристка, выступающая в одиночном катании. Серебряный призёр чемпионата Швеции (2019), участница чемпионата мира среди юниоров (2019).

## Карьера
Смилла родилась 10 сентября 2001 года в Стокгольме в семье легкоатлета, бегуна на длинные дистанции, победителя Стокгольмского марафона и участника Олимпийских игр Андерса Салкая и Анники Салкай. Начала заниматься фигурным катанием в возрасте шести лет. Её младшая сестра Фанни также является фигуристкой, кроме этого участвует в соревнованиях по лёгкой атлетике.
В сезоне 2018—2019 годов Смилла впервые получила приглашение на этап юниорской серии Гран-при. Турнир проходил в Братиславе на Арене имени Ондрея Непелы,  на лёд которой вышли тридцать четыре участницы. В первый день соревнований Салкай выполнила стартовый каскад из тройного сальхова и двойного тулупа, на всех последующих шести элементах фигуристка получила от судей положительные надбавки за чистоту исполнения. После короткой программы на музыку из фильма «Ла-Ла Ленд» она занимала тринадцатую строчку, опередив на полбалла Алессию Торнаги из Италии. В произвольном прокате Смилла заработала максимально возможный четвёртый уровень на всех вращениях, но на прыжковых элементах допустила ряд ошибок, вследствие чего опустилась с тринадцатого на семнадцатое итоговое место.
В декабре 2018 года Салкай, тренирующаяся в клубе фигурного катания «Эльта» под руководством Мари Ульссон, завоевала серебряную медаль на взрослом чемпионате Швеции. Кроме каскада сальхов—тулуп, который она выполняла на этапе Гран-при, на национальном чемпионате в Карлскруне продемонстрировала владения каскадом тройной риттбергер—двойной тулуп.
К чемпионату мира среди юниоров 2019 команда Швеции подходила с одной квотой в разряде девушек. Первоначально на него была заявлена Сельма Ир, в прошедшем сезоне уже выступавшая на юниорском первенстве мира и выигравшая юниорский чемпионат страны. Однако из-за травмы ей пришлось сняться с турнира, и Ассоциации фигурного катания Швеции выбрала Смиллу Салкай для участия в соревнованиях. По результатам короткого проката Салкай не вошла в число двадцати четырёх участниц, квалифицировавшихся в произвольную программу, тем самым не смогла представить постановку «Ромео и Джульетты», исполняемую ею на протяжении сезона 2018/2019.

## Техника
Сильной стороной Смиллы, по её собственному мнению, являются вращения, исполняемые на высокой скорости. На турнирах под эгидой Международного союза конькобежцев, таких как юниорский Гран-при и чемпионат мира, получала от судей максимальный четвёртый уровень за исполнение вращений. Из прыжков в три оборота Салкай владеет рёберными сальховом и риттбергером. Её цель — изучение всех тройных прыжков и каскадов из них.

## Результаты

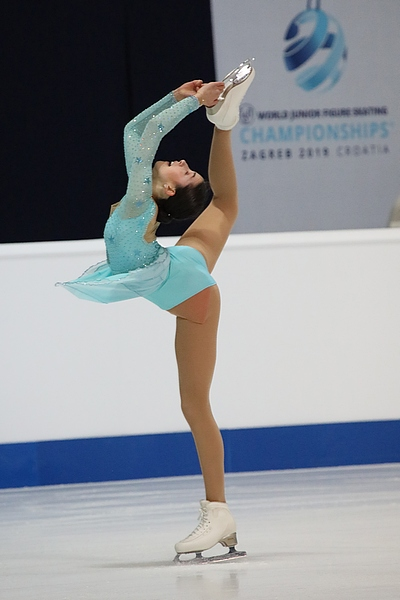
Салкай выполняет вращение — элемент, который фигуристка считает своей сильной стороной

| Соревнования                | 15/16         | 16/17         | 17/18         | 18/19         | 19/20         |
| Международные               | Международные | Международные | Международные | Международные | Международные |
| --------------------------- | ------------- | ------------- | ------------- | ------------- | ------------- |
| Volvo Open Cup              |               |               |               |               | 19            |
| Halloween Cup               |               |               |               |               | 17            |
| Международные среди юниоров |               |               |               |               |               |
| Чемпионат мира              |               |               |               | 30            |               |
| Гран-при Словакии           |               |               |               | 17            |               |
| Bavarian Open               |               |               |               |               | 7             |
| Warsaw Cup                  |               |               |               | 5             |               |
| Prague Riedell Ice Cup      |               |               |               | 3             |               |
| Kaunas Ice Autumn Cup       |               |               | 7             |               |               |
| Cup of Tyrol                |               |               | 7             |               |               |
| Challenge Cup               |               | 3             | 9             |               |               |
| NRW Trophy                  |               | 18            |               |               |               |
| Cup of Nice                 |               | 5             |               |               |               |
| The Nordics                 | 9             | 7             | 1             |               |               |
| Национальные                |               |               |               |               |               |
| Чемпионат Швеции            |               |               |               | 2             | 5             |
| Чемпионат Швеции — юн.      | 4             | 3             | 2             |               |               |